# کلیسای شماون مقدس، پاراکا
کلیسای شماون مقدس، پاراکا (ارمنی: Սուրբ Շմավոն եկեղեցի (Փառակա)؛ انگلیسی: St. Shmavon Church) یک کلیسا متعلق به کلیسای حواری ارمنی واقع در روستای پاراکا، جمهوری خودمختار نخجوان جمهوری آذربایجان می‌باشد. ساخت و ساز این ساختمان در سده ۱۲ام میلادی؛ به پایان رسید. این بنا به سبک معماری ارمنی طراحی شده‌است.